# محوطه کلاو علی صفر
محوطه کلاو علی صفر مربوط به عصر مس - سده‌های اولیه دوران‌های تاریخی پس از اسلام است و در شهرستان دره‌شهر، بخش مرکزی، دهستان زرین دشت، ۱۰۰ متری غرب روستای اسلام‌آباد واقع شده و این اثر در تاریخ ۲۶ دی ۱۳۸۶ با شمارهٔ ثبت ۲۰۶۳۵ به‌عنوان یکی از آثار ملی ایران به ثبت رسیده است.